# Psorodonotus
Psorodonotus is een geslacht van rechtvleugeligen uit de familie sabelsprinkhanen (Tettigoniidae). De wetenschappelijke naam van dit geslacht is voor het eerst geldig gepubliceerd in 1861 door Karl Brunner-von Wattenwyl.

## Soorten
Het geslacht Psorodonotus omvat de volgende soorten:
- Psorodonotus caucasicus Fischer von Waldheim, 1846
- Psorodonotus davisi Karabag, 1956
- Psorodonotus ebneri Karabag, 1952
- Psorodonotus fieberi Fieber, 1853
- Psorodonotus inflatus Uvarov, 1912
- Psorodonotus pancici Brunner von Wattenwyl, 1861
- Psorodonotus rugulosus Karabag, 1952
- Psorodonotus salmani Ünal, 2013
- Psorodonotus soganli Ünal, 2013
- Psorodonotus specularis Fischer von Waldheim, 1839
- Psorodonotus venosus Fischer von Waldheim, 1839